# 一町田森季
一町田 森季（いっちょうだ もりすえ）は、江戸時代前期の弘前藩士。一町田氏4代当主。

## 概要
一町田氏は津軽氏庶流。
寛永20年（1643年）、家督を継いだ。その後新田開発の功によりそれまでの200石に100石を加増され、計300石となった。後に弓足軽頭、目付となった。